# Forretningsministerium
Et forretningsministerium betegner en regering, der har indgivet sin afskedsbegæring, men hvor ministrene udfører de løbende embedsforretninger indtil en ny regering udnævnes. Praksis er i de fleste lande, at den afgående regering ikke foretager kontroversielle beslutninger i overgangsperioden, men eksempelvis i USA ses det undertiden, at afgående præsidenter benåder kriminelle med kontakter og indflydelse,[kilde mangler] ligesom det også ses, at en afgående præsident får vedtaget et kontroversielt forslag i sidste øjeblik.[kilde mangler]
I Danmark fungerer den afgående regering jf. Grundloven automatisk som forretningsministerium. Kun to gange har der været udnævnt et decideret forretningsministerium, nemlig under Påskekrisen, hvor regeringen Otto Liebe og regeringen M.P. Friis var forretningsministerier. 
Normalt sidder et forretningsministerium kun i nogle dage eller et par uger til en ny regering er dannet. Der er dog set eksempler på langvarige forretningsministerier, f.eks. var den belgiske statsminister Guy Verhofstadt leder af et forretningsministerium i 9 måneder fra juni 2007 til marts 2008, fordi Yves Letermes regeringsdannelse trak ud.